# Copa J.League-Sudamericana 2019
La Copa J.League-Sudamericana 2019 (en portugués: CONMEBOL Sudamericana Final 2019 y en  japonés: J rīgukappu/ kopa sudamerikāna ōja kettei-sen 2019) fue la duodécima edición de este certamen. Se disputó a partido único en Japón entre Shonan Bellmare, campeón de la Copa J. League 2018 y Athletico Paranaense el vencedor de la Copa Sudamericana 2018. El encuentro fue  el 7 de agosto de 2019 en el Estadio Shonan BMW Hiratsuka.
El conjunto brasileño se consagró campeón por primera vez en este torneo al derrotar al equipo japonés por 4 a 0.

## Cambio de nombre del torneo
La competición era patrocinada por el Banco Suruga Ltd (en  japonés: スルガ銀行 Surugaginkō)  hasta 2018, pero meses antes de esta edición, la compañía japonesa decidió no patrocinar más el campeonato. Con la partida del banco que creó el torneo, la copa pasó a llamarse oficialmente desde esta edición J. League YBC Levain Cup / Conmebol Sudamericana.

## Participantes
| País   | Equipo               | Vía de clasificación                 |
| ------ | -------------------- | ------------------------------------ |
| Japón  | Shonan Bellmare      | Campeón de la Copa J. League 2018    |
| Brasil | Athletico Paranaense | Campeón de la Copa Sudamericana 2018 |

## Sede
La competición se diputó en el Estadio Shonan BMW Hiratsuka de la ciudad de Hiratsuka, recinto donde hace las veces de local el Shonan Bellmare.
| Japón               |            |
| Ciudad              | Estadio    |
| Hiratsuka           | Shonan BMW |
|                     |            |
| 18 500 espectadores |            |

## Partido
| 7 de agosto de 2019, 19:00 (UTC+9) | Shonan Bellmare | 0:4 (0:1) | Athletico Paranaense                            | Estadio Shonan BMW, Hiratsuka                                 |                                                               |
|                                    |                 | Reporte   | Cirino 41' · Rony 56' · Thonny 63' · Romero 85' | Asistencia: 9129 espectadores Árbitro(s): Muhammad Bin Jahari | Asistencia: 9129 espectadores Árbitro(s): Muhammad Bin Jahari |

### Ficha
| 25         | Guardameta     | Shūhei Matsubara |     |
| 3          | Defensa        | Freire           |     |
| 23         | Defensa        | Masahito Onoda   |     |
| 28         | Defensa        | Toichi Suzuki    | 45' |
| 6          | Centrocampista | Takuya Okamoto   | 45' |
| 18         | Centrocampista | Temma Matsuda    | 66' |
| 19         | Centrocampista | Daiki Kaneko     |     |
| 44         | Centrocampista | Shun'ya Mōri     |     |
| 9          | Delantero      | Hiroshi Ibusuki  | 54' |
| 10         | Delantero      | Naoki Yamada     | 45' |
| 36         | Delantero      | Ömer Tokaç       | 60' |
| Entrenador | Entrenador     | Cho Kwi-jea      |     |

| 1          | Guardameta     | Santos          |     |
| 2          | Defensa        | Jonathan        | 69' |
| 34         | Defensa        | Pedro Henrique  | 76' |
| 4          | Defensa        | Léo Pereira     |     |
| 6          | Defensa        | Márcio Azevedo  |     |
| 39         | Centrocampista | Bruno Guimarães |     |
| 5          | Centrocampista | Wellington      | 76' |
| 77         | Centrocampista | Bruno Nazário   | 60' |
| 10         | Delantero      | Marcelo Cirino  |     |
| 7          | Delantero      | Rony            | 69' |
| 9          | Delantero      | Marco Ruben     | 60' |
| Entrenador | Entrenador     | Tiago Nunes     |     |

| 16 | Centrocampista | Mitsuki Saitō    | 45' |
| 50 | Centrocampista | Shōta Kobayashi  | 45' |
| 5  | Defensa        | Daiki Sugioka    | 45' |
| 20 | Delantero      | Crislan          | 54' |
| 7  | Centrocampista | Tsukasa Umesaki  | 60' |
| 33 | Delantero      | Yamato Wakatsuki | 66' |

| 11 | Delantero      | Nikão           | 60' |
| 38 | Centrocampista | Thonny Anderson | 60' |
| 23 | Defensa        | Madson          | 69' |
| 17 | Centrocampista | Braian Romero   | 69' |
| 21 | Centrocampista | Lucas Halter    | 76' |
| 3  | Centrocampista | Luis González   | 76' |

| Anotado | 41' | Marcelo Cirino  | 0-1 |
| Anotado | 56' | Rony            | 0-2 |
| Anotado | 63' | Thonny Anderson | 0-3 |
| Anotado | 85' | Braian Romero   | 0-4 |

| Árbitro             | Muhammad Bin Jahari          |
| Árbitros asistentes | Abdul Hannan Bin Abdul Hasim |
| Árbitros asistentes | Ong Chai Lee                 |
| Cuarto árbitro      | Letchman Gopala Krishnan     |

| 25         | Guardameta     | Shūhei Matsubara |     |
| 3          | Defensa        | Freire           |     |
| 23         | Defensa        | Masahito Onoda   |     |
| 28         | Defensa        | Toichi Suzuki    | 45' |
| 6          | Centrocampista | Takuya Okamoto   | 45' |
| 18         | Centrocampista | Temma Matsuda    | 66' |
| 19         | Centrocampista | Daiki Kaneko     |     |
| 44         | Centrocampista | Shun'ya Mōri     |     |
| 9          | Delantero      | Hiroshi Ibusuki  | 54' |
| 10         | Delantero      | Naoki Yamada     | 45' |
| 36         | Delantero      | Ömer Tokaç       | 60' |
| Entrenador | Entrenador     | Cho Kwi-jea      |     |

| 1          | Guardameta     | Santos          |     |
| 2          | Defensa        | Jonathan        | 69' |
| 34         | Defensa        | Pedro Henrique  | 76' |
| 4          | Defensa        | Léo Pereira     |     |
| 6          | Defensa        | Márcio Azevedo  |     |
| 39         | Centrocampista | Bruno Guimarães |     |
| 5          | Centrocampista | Wellington      | 76' |
| 77         | Centrocampista | Bruno Nazário   | 60' |
| 10         | Delantero      | Marcelo Cirino  |     |
| 7          | Delantero      | Rony            | 69' |
| 9          | Delantero      | Marco Ruben     | 60' |
| Entrenador | Entrenador     | Tiago Nunes     |     |

| 16 | Centrocampista | Mitsuki Saitō    | 45' |
| 50 | Centrocampista | Shōta Kobayashi  | 45' |
| 5  | Defensa        | Daiki Sugioka    | 45' |
| 20 | Delantero      | Crislan          | 54' |
| 7  | Centrocampista | Tsukasa Umesaki  | 60' |
| 33 | Delantero      | Yamato Wakatsuki | 66' |

| 11 | Delantero      | Nikão           | 60' |
| 38 | Centrocampista | Thonny Anderson | 60' |
| 23 | Defensa        | Madson          | 69' |
| 17 | Centrocampista | Braian Romero   | 69' |
| 21 | Centrocampista | Lucas Halter    | 76' |
| 3  | Centrocampista | Luis González   | 76' |

| Anotado | 41' | Marcelo Cirino  | 0-1 |
| Anotado | 56' | Rony            | 0-2 |
| Anotado | 63' | Thonny Anderson | 0-3 |
| Anotado | 85' | Braian Romero   | 0-4 |

| Árbitro             | Muhammad Bin Jahari          |
| Árbitros asistentes | Abdul Hannan Bin Abdul Hasim |
| Árbitros asistentes | Ong Chai Lee                 |
| Cuarto árbitro      | Letchman Gopala Krishnan     |

| Estadísticas       | Shonan Bellmare | Athletico Paranaense |
| ------------------ | --------------- | -------------------- |
| Tiros              | 9               | 17                   |
| Tiros al arco      | 7               | 11                   |
| Faltas             | 12              | 10                   |
| Tiros de esquina   | 7               | 6                    |
| Penales            | 0               | 0                    |
| Fueras de juego    | 4               | 3                    |
| Posesión del balón | 46,5%           | 53,5%                |

|                                          |
| Bandera de Brasil                        |
| Campeón Athletico Paranaense 1.er título |